# 洛斯卡考斯
18°31′12″N 70°18′0″W / 18.52000°N 70.30000°W
洛斯卡考斯（西班牙語：Los Cacaos），是多明尼加共和國的城鎮，位於該國南部，由聖克里斯多堡省負責管轄，面積145.62平方公里，2012年人口49,858，人口密度每平方公里340人。